# Jan Schlaudraff
Jan Schlaudraff (18 de julio de 1983) es un exfutbolista alemán que se desempeñaba como centrocampista y delantero. Su último club fue el Hannover 96.

## Clubes
| Club                     | País     | Año       |
| ------------------------ | -------- | --------- |
| Borussia Mönchengladbach | Alemania | 2002-2004 |
| Alemannia Aquisgrán      | Alemania | 2004-2007 |
| Bayern de Múnich         | Alemania | 2007-2008 |
| Hannover 96              | Alemania | 2008-2015 |

## Palmarés
FC Bayern de Múnich
- Bundesliga: 2007-08
- Copa de Alemania: 2008